# Chelsea Hotel

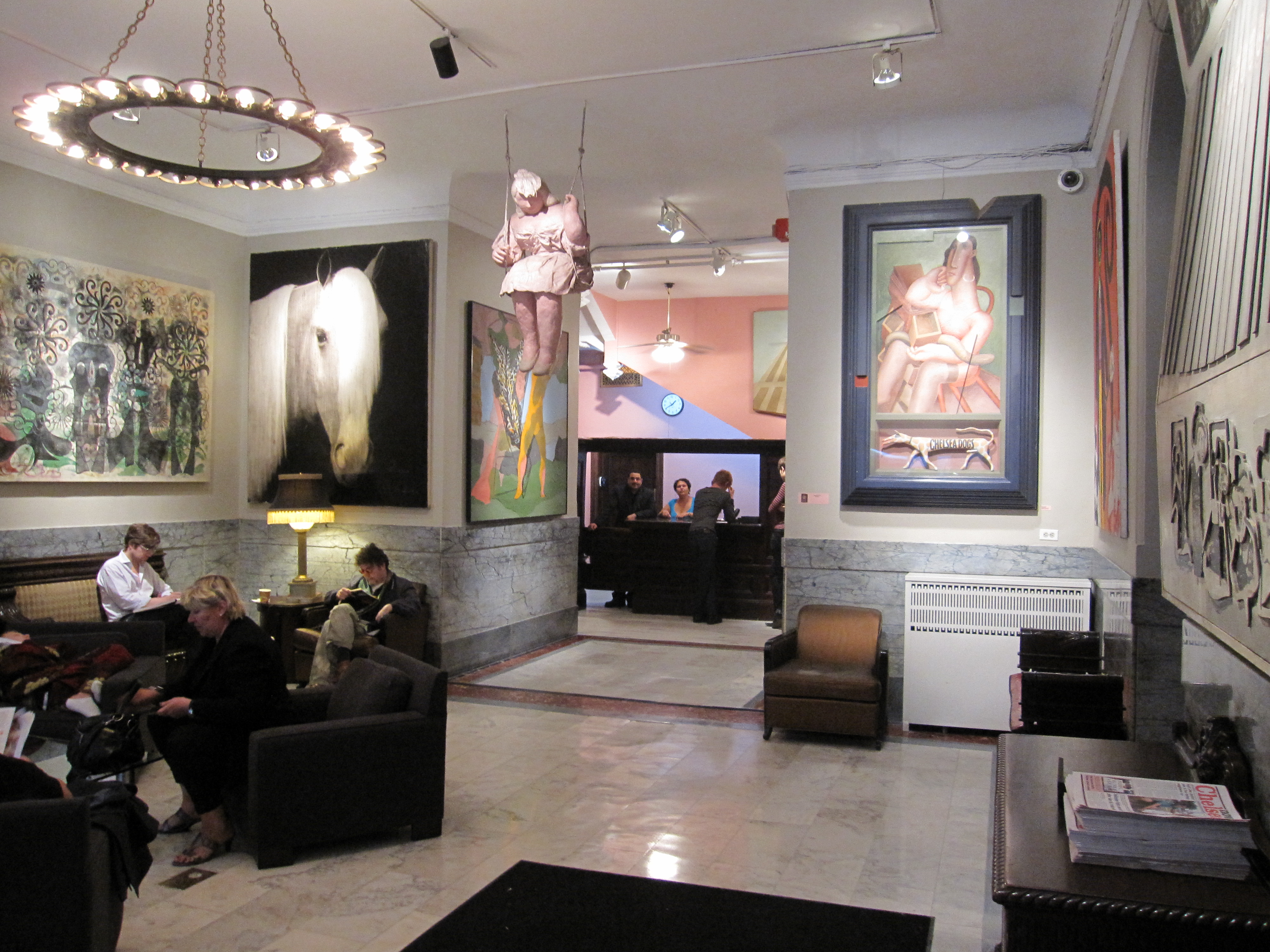
La lobby del Chelsea Hotel

Il Chelsea Hotel (o Hotel Chelsea) è uno storico hotel di New York, situato al 222, 23rd Street West, Manhattan, tra la Seven e l'Eight Avenue, vicino al quartiere di Chelsea.

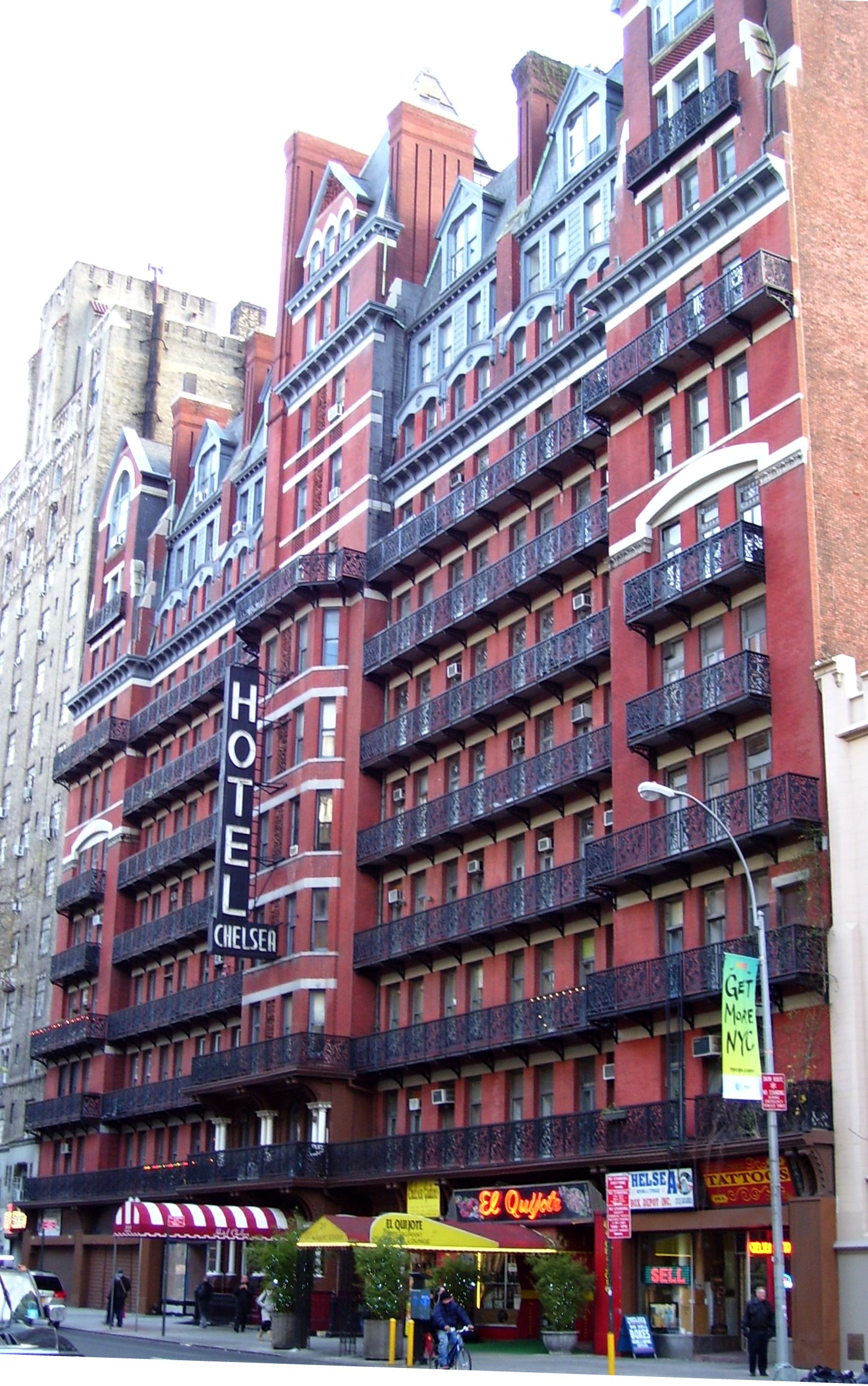
La facciata del Chelsea Hotel nel 2010.

Fondato nel 1884, è principalmente conosciuto per aver ospitato per lunghi periodi di tempo scrittori, musicisti e artisti in genere, tra cui Bob Dylan, Janis Joplin, Patti Smith, Leonard Cohen, Arthur C. Clarke, Dylan Thomas, i Krisma, Sid Vicious (la cui fidanzata Nancy Spungen fu trovata uccisa la notte del 12 ottobre 1978 nella stanza numero 100), Robert Mapplethorpe e una serie di artisti legati ad Andy Warhol e alle sue Factories.
Sebbene l'hotel non accetti più ospiti per oltre 24 notti consecutive, rimane a tutt'oggi punto d'incontro e seconda casa per molti artisti e bohémien.

## Storia
Costruito tra il 1883 e il 1885 e dichiarato agibile nel 1884, l'edificio che è attualmente l'Hotel Chelsea venne progettato dall'architetto Phiip Hubert in uno stile che è stato definito "gotico vittoriano". 

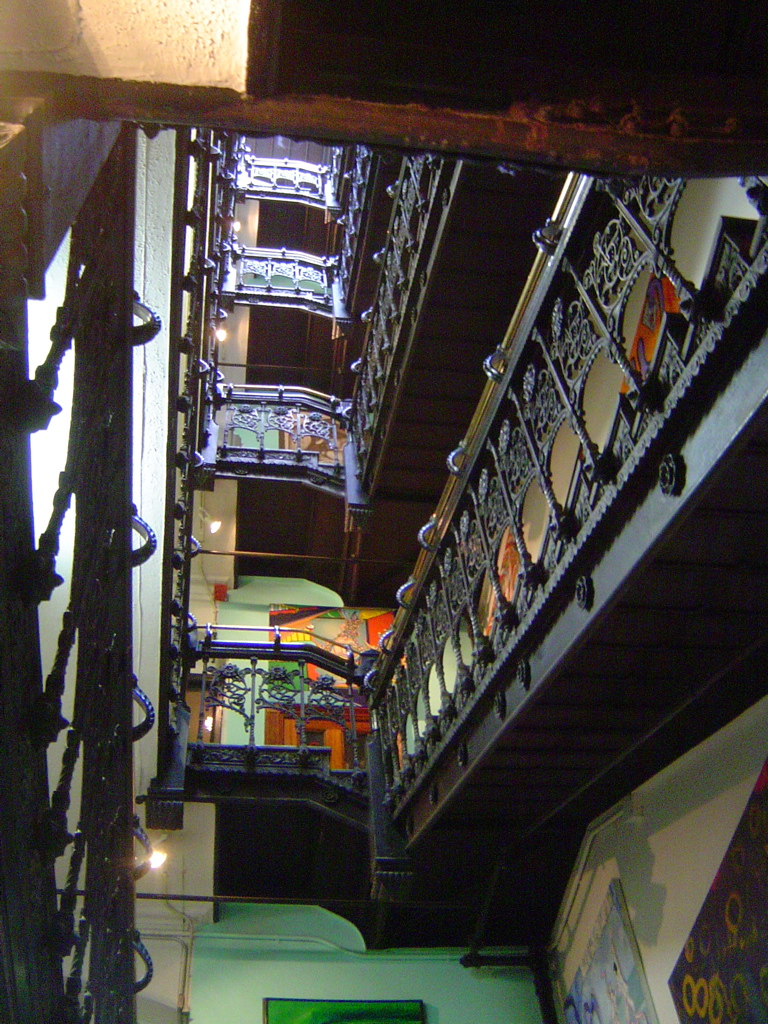
La scalinata

Tra i suoi tratti più caratteristici vi sono le delicate balconate in ferro battuto con richiami floreali, costruite da J.B. & J.M Cornell, e la sua grande scalinata, che si estende per dodici piani. Generalmente, questa scalinata è accessibile solamente agli ospiti registrati, sebbene l'hotel permetta delle visite guidate. All'epoca della costruzione, l'edificio era il più alto di New York.
Nel 1905 il palazzo, in precedenza un condominio, venne adibito a hotel, ma nel 1939 andò in bancarotta e venne rilevato da Joseph Gross, Julius Krauss, e David Bard, che diressero l'hotel fino agli anni settanta. Con la morte di Joseph Gross e Julius Krauss, la direzione passò a Stanley Bard, figlio di David Bard. Il 18 giugno 2007 gli subentrò la dottoressa Marlene Krauss, figlia di Julius Krauss, e David Elder, nipote di Joseph Gross e figlio dello sceneggiatore Lonne Elder III, che cedette il management alla società BD Hotels NY. 
Nel maggio 2011 l'hotel è stato venduto all'imprenditore Joseph Chetrit per 80 milioni di dollari e dall'anno 2018 è in profonda ristrutturazione interna ed esterna.

## Ospiti illustri

### Scrittori, intellettuali, filosofi
Nel corso della sua esistenza, il Chelsea Hotel ha ospitato svariati scrittori e pensatori inclusi Mark Twain, O. Henry, Herbert Huncke, Dylan Thomas, Arthur C. Clarke (che qui scrisse 2001: Odissea nello spazio), William S. Burroughs, Gregory Corso, Arthur Miller, Quentin Crisp, Gore Vidal, Tennessee Williams, Allen Ginsberg, Jack Kerouac (che qui scrisse Sulla strada), Robert Hunter, Jack Gantos, Brendan Behan, Simone de Beauvoir, Jean-Paul Sartre, Thomas Wolfe, Charles Bukowski, Raymond Kennedy, Matthew Richardson, James Thomas Farrell, Valerie Solanas.
Charles R. Jackson, autore di The Lost Weekend, si suicidò nella stanza del Chelsea Hotel in cui soggiornava, il 21 settembre 1968.

### Attori e registi
L'hotel ha ospitato attori e registi tra i quali Stanley Kubrick, Jonas Mekas (dal 1967 al 1974), Shirley Clarke, Hal Miller, Mitch Hedberg, Dave Hill, Miloš Forman, Lillie Langtry, Ethan Hawke, Dennis Hopper, Vincent Gallo, Eddie Izzard, Uma Thurman, Elliott Gould, Elaine Stritch, Michael Imperioli, Jane Fonda, Russell Brand, Gaby Hoffmann e sua madre, Viva, ed Edie Sedgwick.

### Musicisti

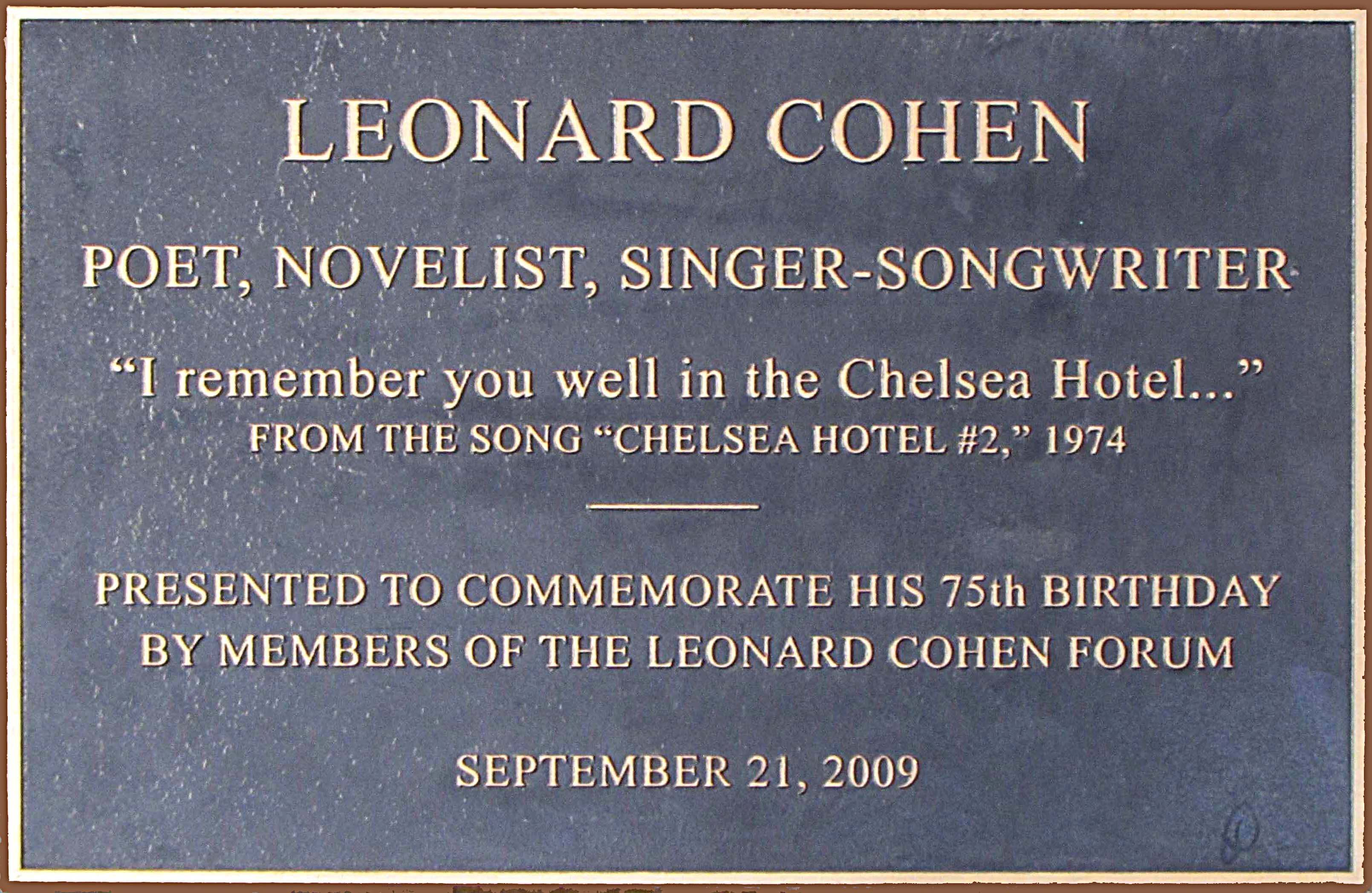
Targa dedicata a Leonard Cohen sul muro del Chelsea Hotel

Gran parte delle leggende nate sul Chelsea Hotel scaturirono dalla permanenza di celebri musicisti che vi alloggiarono. Alcuni dei nomi più famosi includono Leonard Cohen (che dedicò all'albergo la canzone omonima o meglio all'incontro con Janis Joplin: "You were famous, your heart was a legend. You told me again you preferred handsome men. But for me you would make an exception...."), Grateful Dead, Tom Waits, Patti Smith, Iggy Pop, Virgil Thomson, Chick Corea, Jeff Beck, Dee Dee Ramone, Johnny Thunders, Mink DeVille, Philip Lynott, Paul Jones, Henri Chopin, John Cale, Édith Piaf, Joni Mitchell, Bob Dylan, Alice Cooper, Alejandro Escovedo, Janis Joplin, i Pink Floyd, Jimi Hendrix, i Canned Heat, Sid Vicious, i Krisma, Vivian Stanshall, Richard Hell, Rufus Wainwright, Lance Loud, Abdullah Ibrahim/Sathima Bea Benjamin/Jean Grae, Falco, Ryan Adams, The Libertines, Melissa Auf der Maur, Tim Freedman, Jobriath, che vi morì nel 1983, e Anthony Kiedis. 
Madonna visse al Chelsea nei primi anni ottanta, facendovi ritorno nel 1992, ormai famosa, per un servizio fotografico nella stanza 822 da inserire nel suo libro Sex.

### Artisti
L'hotel ha ospitato diversi artisti, tra i quali Larry Rivers, Brett Whiteley, Christo, Arman, Francesco Clemente, Julian Schnabel, Ching Ho Cheng, Ralph Gibson, Frida Kahlo, Diego Rivera, Robert Crumb, Ellen Cantor, Jasper Johns, Edie Sedgwick, Claes Oldenburg, Willem de Kooning, Robert Mapplethorpe, Susanne Bartsch, Lynne Drexler, Moses Soyer (che vi morì nel 1974), Nora Sumberg, Henri Cartier-Bresson. Il pittore Alphaeus Philemon Cole visse nell'hotel per 35 anni fino alla sua morte nel 1988 all'età di 112 anni.

### Entouragedi Andy Warhol
Il Chelsea Hotel viene spesso associato ad Andy Warhol e il suo seguito, in quanto Warhol e Paul Morrissey diressero il film Chelsea Girls (1966), pellicola sugli abituali frequentatori della Factory che alloggiavano nell'hotel. Tra questi vi furono Edie Sedgwick, Viva, Ultra Violet, Mary Woronov, Holly Woodlawn, Andrea Feldman, Nico, Paul America, René Ricard, e Brigid Berlin.

## Cultura di massa
- L'Hotel Chelsea è stato al centro di numerose pellicole, serie televisive e canzoni: 9 settimane e ½, Léon, Sid & Nancy, The Interpreter, Chelsea Girls tra i film celebri.
- Hotel Chelsea è il titolo, e la location, di un famoso quanto provocatorio set fotografico del 1988 di Helmut Newton per il numero di settembre del periodico di moda e tendenze Max Magazine. Protagonista del servizio fotografico, carico di atmosfere sadomaso, è l'attrice italo/americana Jo Champa.
- Sara di Bob Dylan, Chelsea Hotel #2 di Leonard Cohen, Chelsea Morning di Joni Mitchell, Third Week in the Chelsea dei Jefferson Airplane, Chelsea Girl di Nico sono tra i numerosi brani musicali dedicati al luogo; nel brano di Dylan inoltre viene dichiarato che nello stesso luogo è stata scritta un'ulteriore canzone del medesimo artista, Sad Eyed Lady of the Lowlands, pezzo storico dell'album Blonde on Blonde